# Olympia Mancini
Olympia Mancini, franciául: Olympe Mancini, (Róma, 1638. július 11. – Brüsszel, 1708. október 9., római bárókisasszony, Jules Mazarin bíboros főminiszter unokahúga, XIV. Lajos francia király kegyencnője, Ausztriai Anna anyakirályné udvarhölgye, 1680-as kegyvesztéséig. Házassága révén Soissons grófnéja, Savoyai Jenő hercegnek, a későbbi császári tábornagynak anyja.

## Élete

### Származása
Édesanyja Geronima Mazzarini (1614–1656) nemes kisasszony, Pietro Mazzarino (Mazzarini) szicíliai arisztokrata (1576–1654) és Ortensia Bufalini leánya, Giulio Mazarino (Jules Mazarin) egyik húga. A Mazzarini család a szicíliai normann királyi családból vezette le származását. Édesapja Michele Lorenzo Mancini (1600–1656) római báró, aki 1634. augusztus 6-án vette feleségül Geronima Mazzarinit.
A szülők házasságából tíz gyermek (négy fiú és hat lány) született:
- Laura Vittoria (Laure Victoire) Mancini (1636–1657), aki 1651-ben II. Louis de Bourbon-Vendôme-nak (1612–1669), Mercœur hercegének, IV. Henrik francia király unokájának felesége lett,
- Paolo (Paul) Mancini (1636–1652), kapitány a királyi könnyűlovasságnál (chevau-légers), a Fronde felkelés idején a Faubourg Saint-Antoine-i csatában elesett.
- Olympia (Olympe) Mancini (1638–1708), 1657-től Savoyai Jenő Móric carignani herceg felesége,
- Maria (Marie) Mancini (1639–1715), XIV. Lajos francia király szeretője, 1661-től Lorenzo Onofrio Colonna herceg (1637–1689) felesége.
- Filippo Giulio (Philippe Jules) Mancini, Nevers hercege (1641–1707), aki 1670-ben Diane-Gabrielle de Damas de Thianges-t, Madame de Montespan márkiné unokahúgát vette feleségül,
- Alfonso (Alphonse) Mancini (1644–1658), tizenévesen balesetben meghalt,
- Ortensia (Hortense) Mancini (1646–1699), 1661-től Armand-Charles de La Porte de La Meilleraye-nak (1632–1713), Mayenne hercegének felesége,
- Leánygyermek (1647–1649), kisgyermekként meghalt,
- Maria Anna (Marie Anne) Mancini (1649–1714), 1662-ben Godefroy Maurice de La Tour d’Auvergne-hez (1636–1721), Turenne marsall unokaöccséhez ment feleségül.
- Fiúgyermek (*/† 1650), születésekor meghalt.

### AMazarinette-ek

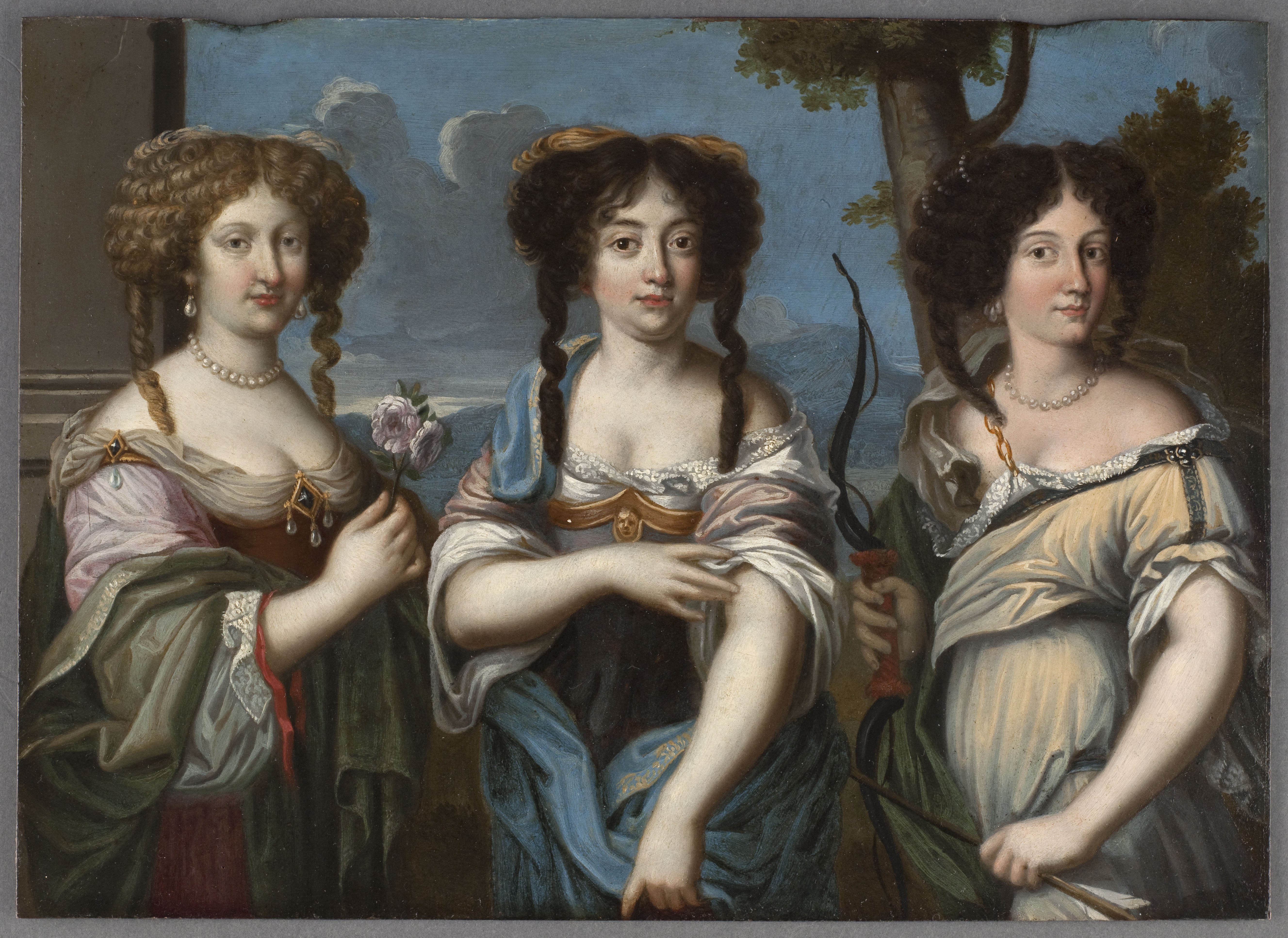
Mazarin bíboros három unokahúga: Maria, Olympia és Ortensia Mancini

Nagybátyja, Jules Mazarin, aki Richelieu bíboros elhunyta (1642) után a Francia Királyság főminisztere lett, 1647 és 1653 között sorra Párizsba költöztette unokahúgait és unokaöccseit, és bemutatta őket a királyi udvarnál, azzal a nem titkolt céllal, hogy kapcsolatokat szerezzenek és előnyös házasságokat kössenek Franciaország és Itália magas rangú arisztokratáival. 
Geronima Mazzarini öt leányával együtt Mazarin a királyi udvarba hozta további két unokahúgát, egy másik húgának, Laura Margherita Mazarininek (Girolamo Martinozzi fanói őrgróf férjének) két leányát is:
- Laura (Laure) Martinozzi (1635–1687), aki 1656-ban Estei IV. Alfonznak felesége, és 1658-tól Modena és Reggio hercegnéje lett,
- Anna Maria (Anne Marie) Martinozzi (1637–1672), aki 1653-ban Armand de Bourbon-nak, Conti hercegének (1629–1666) felesége lett.

A hét leányt, Mazarin unokahúgait az udvari nép gúnyosan „Mazarinette”-knek (kb. „Mazarinocskák”-nak nevezte).
Olympia (franciásan Olympe) a korabeli leírások szerint nem volt különösebben szép, de bájos volt és élénk, „tüzes pillantású szemekkel”. 1651-ben és 1652-ben a Fronde felkelés veszélyes fázisaiban Mazarin bíborosnak és családtagjainak rövid időre el kellett menekülniük Párizsból, de rövidesen visszatérhettek. Olympia Mancini hamarosan a régens-anyakirályné Ausztriai Anna védence lett, a többi Mazarinette-tel együtt.

### A király kegyencnője
Az alig serdülő XIV. Lajos király hevesen udvarolni kezdett a Mazarin-lányoknak. 1654-től, 11 évesen megkörnyékezte a 16 éves Olympiát is, akit „legbecsesebb gyöngyszemnek” (perle des précieuses) nevezett. A hölgy kedvéért Lajos számos bált rendezett, ahol mindig maga vitte táncba Olympiát, az udvaroncok értésére adva, hogy a mulatság csak Olympia örömét szolgálja. A gyermek-király feleségül akarta venni Olympiát. Ezt megelőzendő anyja, Ausztriai Anna anyakirályné és Mazarin bíboros eldöntötték, hogy férjhez adják.

### Házassága

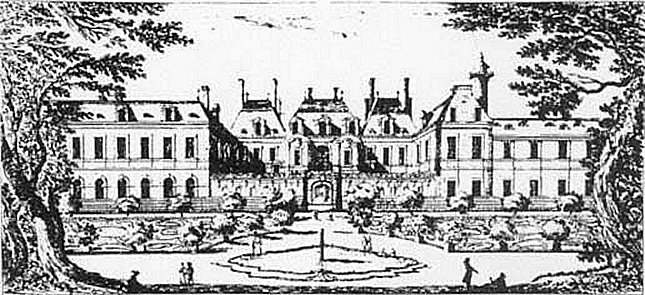
Hôtel de Soissons, Párizs

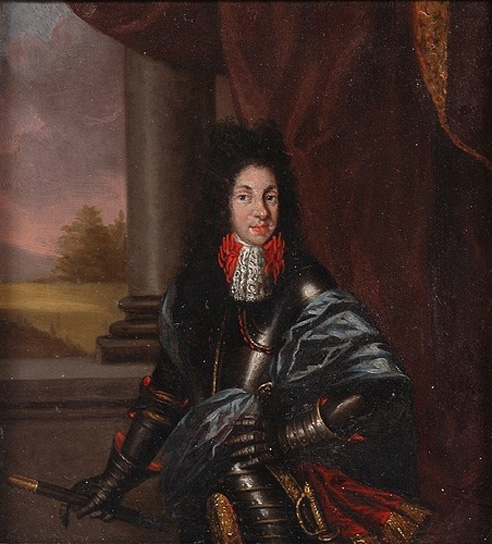
Férje, Savoyai Jenő Móric, Soissons grófja

1657 februárjában Olympia feleségül ment Savoyai Jenő Mórichoz (Eugenio Maurizio), Soissons grófjához (1635–1673), Savoyai Tamás Ferenc carignanói herceg (1595–1656) és Marie de Bourbon francia királyi hercegnő (1606–1692) legkisebb fiához. A házaspár a párizsi Soissons palotába (Hôtel de Soissons) költözött. Nyolc gyermekük született:
- Lajos Tamás (Luigi Tommaso), Soissons grófja (1657–1702),
- Fülöp (Filippo, 1659–1693), abbé
- Lajos Gyula (Luigi Giulio, 1660–1683), császári ezredes, melléknevén „Savoya lovagja”, aki császári szolgálatban Bécs ostromának előcsatározásaiban, a petronelli csatában kapott halálos sebet.
- Emánuel Filibert (Emanuele Filiberto, 1662–1676), Dreux grófja, kisgyermekként meghalt,
- Savoyai Jenő (Eugène, 1663–1736), Carignano grófja, bátyja utódaként császári ezredes, később tábornagy, törökverő hadvezér,
- Maria Giovanna (Mária Johanna, 1665–1705), Soissons kisasszonya,
- Lujza Filiberta (Luisa Filiberta, 1667–1726), Carignano kisasszonya,
- Franciska (Francesca, 1668–1671), Dreux kisasszonya, kisgyermekként meghalt.

A legidősebb fiút, Lajos Tamás grófot XIV. Lajos király természetes fiának tartják, ő 1657 augusztusában született, hat hónappal azután, hogy Olympia szakított Lajossal, és férjhez ment Jenő Móric grófhoz.
A király Olympia húgánál, Mariánál keresett vigasztalást, és hamarosan, 1658-tól új szeretőjévé tette. 1659-ben a pireneusi békeszerződés megkötésekor, a béke zálogaként a király Mária Terézia spanyol infánsnőt vette feleségül. Mazarin bíboros 1660-ban meghalt, Maria Mancini kiesett a király kegyeiből, 1661-ben férjhez ment Lorenzo Onofrio Colonna herceghez (1637–1689) és elhagyta az udvart.
Olympia mindig nagyon féltékenyen figyelte Lajos viszonyát húgával, Mariával. Amikor Maria kegyvesztett lett, Olympia nem tartott vele, hanem az udvarban maradt férjével és gyermekeivel együtt, a király és Mária Terézia infánsnő házassága után is.

### Udvari intrikák szövője

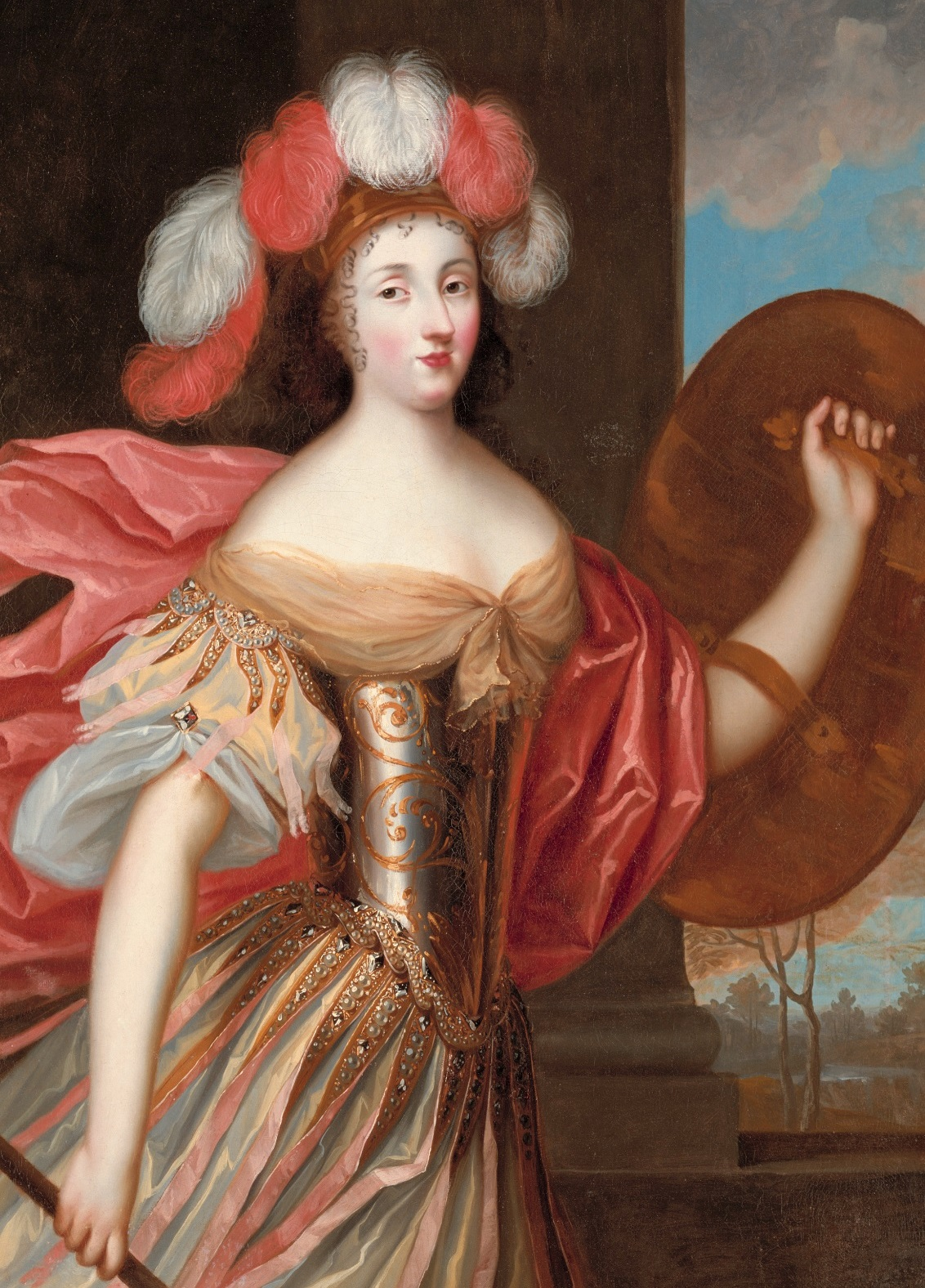
Olympe Mancini (Pierre Mignard, 1659. k.)

Soissons grófnéja barátságot kötött Mária Terézia királyné sógornőjével, Stuart Henrietta Anna angol királyi hercegnővel (1644–1670), XIV. Lajos öccsének, (I.) Fülöp orléans-i hercegnek, a Monsieur-nek első feleségével, a Madame-mal. Fülöp homoszexuális hajlamú volt, Henrietta hercegné viszonyba keveredett XIV. Lajossal.
A király és sógornője közötti viszonyról szóló pletykákat elfojtandó, úgynevezett „paraván” (paravent) technikát alkalmaztak. 1761-ben kiválasztották a 17 éves Louise de La Vallière kisasszonyt, akinek király nyíltan udvarolhatott, hogy az udvar figyelme elterelődjék a valódi viszonyról. Olympia Mancini bizalmasa volt Henrietta hercegnének és Mária Terézia királynénak is. Egyes források szerint ügyes manipulációval ő fordította a király figyelmét Louise felé, hogy „megóvja a király lelkét a Henriettával folytatott „bűnös viszonytól.” A manőver azonban visszafelé sült el, a király beleszeretett Louise de La Vallière-be, megtette hivatalos szeretőjévé (favorite en titre). Az elhagyott Henrietta hercegné, Olympia cinkos közreműködésével próbált Louise fölé kerekedni. Soissons grófnéje feltárta a királyné előtt XIV. Lajos házasságtörő kapcsolatát Louise-zal, de Mária Terézia tehetetlennek bizonyult férjével szemben.

### A „méregkeverők ügye”
Olympia Mancini egy időre visszavonult, neve 1679-ben tűnt fel ismét, a francia udvarban kirobbant „mérgezési affér” (affaire des poisons) kapcsán. Őt is megvádolták, hogy gyakran látogatta Catherine Deshayes asszonyt, ismert nevén La Voisin-t, és más méregkeverő nőket, akiket gyilkossággal és boszorkánysággal vádolva perbefogtak és elítéltek. A vád szerint a grófnénak meg kellett volna mérgeznie Louise de La Vallière-t annak ellenére, hogy a lány már 1674-ben nyilvános bűnbocsánatot kért, távozott az udvartól, karmelita apácának állt, és bevonult a rend Saint-Jacques negyedben működő kolostorába. A vád szerint Olympia attól félt, a király visszahozatja Louise-t az udvarhoz. Különös módon Olympiát azzal is megvádolták, hogy megmérgezte férjét († 1673), és meg akarta volna mérgezni Orléans-i Mária Lujza orléans-i hercegnőt, Stuart Henrietta Anna orléans-i hercegné leányát, XIV. Lajos unokahúgát is.

### Kegyvesztés

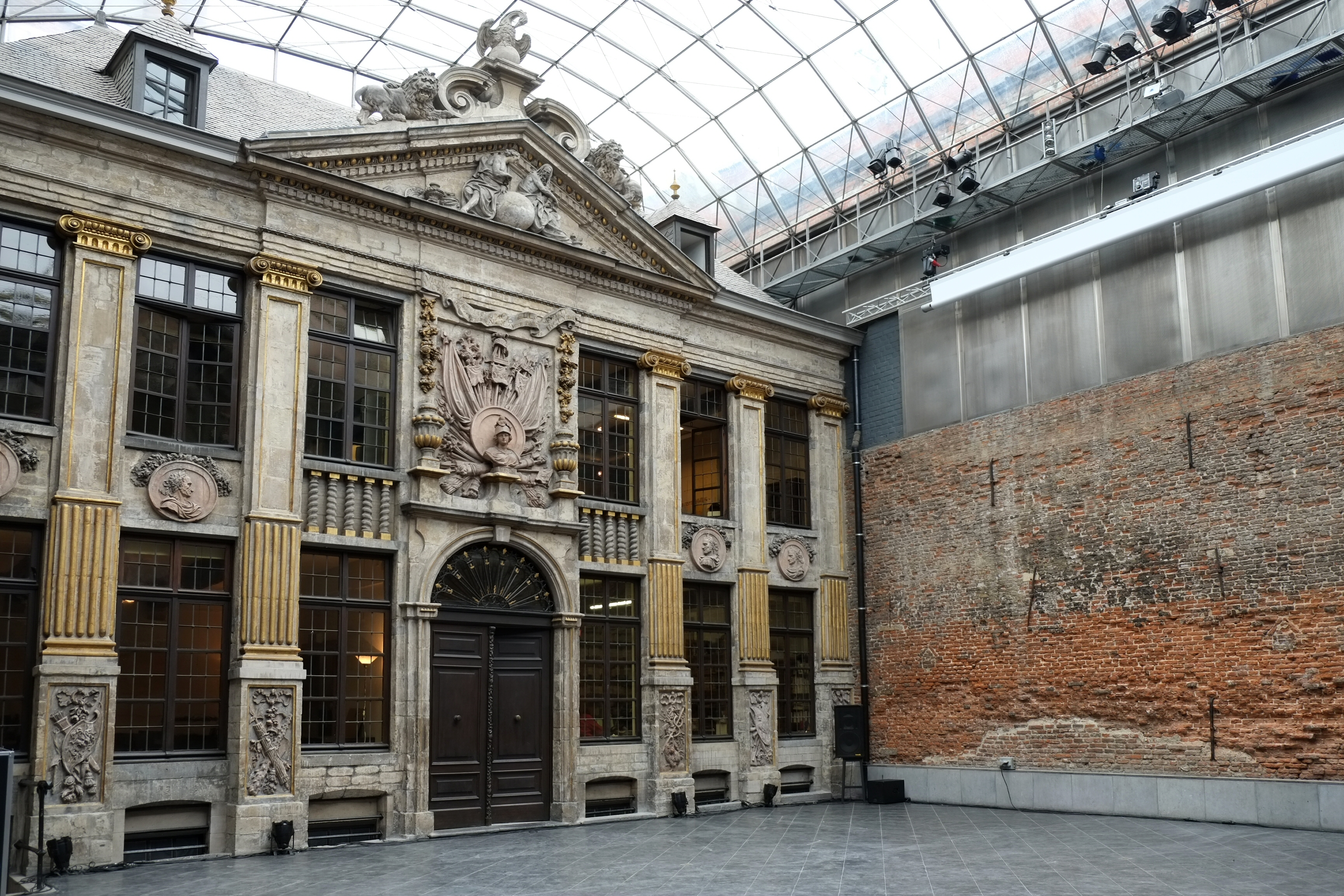
Maison de la Bellone, Brüsszel

1680. január 23-án azonnali hatállyal kiutasították Versailles-ból és a Francia Királyság területéről. Bár folyamatosan hangoztatta ártatlanságát, végleg kompromittálódott, más hölgyekhez hasonlóan, akiket száműzetésbe kényszerítettek. Brüsszelbe költözött. A következő években beutazta Európát, meglátogatta nővéreit Mariát és Ortensiát Spanyolországban. Fia Savoyai Jenő herceg Brüsszelben megépítette anyja számára a La Bellone palotát (Maison de la Bellone), a mai Rue de Flandre utcában. Itt élt haláláig, megújuló pénzügyi konfliktusokba keveredve Habsburg-Németalföld spanyol hatóságival.
Olympia Mancini, Soissons özvegy grófnéja 1708. október 9-én hunyt el Brüsszelben, néhány hetes betegség után.

## Emlékezete
- Alakja, szellem formájában megjelenik a Zimmer Feri 2. című, 2010-ben bemutatott magyar filmvígjátékban.